# Dystrybucja oprogramowania
Dystrybucja oprogramowania – zestaw programów rozpowszechnianych łącznie i dający po zainstalowaniu gotowy do użytku produkt. 
Termin dystrybucja oprogramowania stosowany jest najczęściej wobec systemów operacyjnych. Stosuje się nie tylko termin dystrybucja Linuksa (lub dystrybucja GNU/Linuksa), a także – w związku z pojawiającymi się nowymi systemami – stosuje się termin dystrybucja FreeBSD (np. TrueOS) lub dystrybucja OpenSolarisa (np. Nexenta, SchilliX).
System składu komputerowego TeX również jest rozprowadzany w formie dystrybucji, zawierającej programy, zbiory makr i fonty, m.in. TeX Live i MiKTeX.